# 冪根
冪根（べきこん）、または累乗根（るいじょうこん）とは、冪乗（累乗）を取る操作とは逆の操作で、冪乗すると与えられた数になる数のことである。数 x の冪根はしばしば {\displaystyle {\sqrt[{n}]{x}}} と書き表される。冪根 {\displaystyle {\sqrt[{n}]{x}}} は以下の関係を満たす。
{\displaystyle \left({\sqrt[{n}]{x}}\right)^{n}=x.}
つまり、冪根 {\displaystyle {\sqrt[{n}]{x}}} の n乗は x に等しく、この意味で {\displaystyle {\sqrt[{n}]{x}}} を x の n乗根 (nth root of x) と呼ぶ。
n は指数 (index) と呼ばれ、記号 {\displaystyle {\sqrt {}}} は根号 (radical sign, radix) と呼ばれる。また、根号の中に書かれた数 x は時に被開平数 (radicand) と呼ばれる。
根号を用いて冪根を表す場合、それは非負の値を持つ一価関数として扱われる。このような冪根を主要根 (principal root) と呼び、特に 2乗根の主要根を主平方根 (principal square root) と呼ぶ。
数 x の主要根 {\displaystyle {\sqrt[{n}]{x}}} は指数関数と結び付けられ、
{\displaystyle {\sqrt[{n}]{x}}=x^{\frac {1}{n}}=\exp \left({\frac {1}{n}}\ln x\right)}
という関係が成り立つ。

## 定義
n を 2 以上の自然数とする。数 a に対して、代数方程式 xn = a の解 x を、a の n乗根 (root of n-th power, n-th root) という。また、 n を特に固定せずに冪根、累乗根と総称する。特に、2乗根、3乗根は、それぞれ平方根 (square root)、立方根 (cube root) ともいう。
a の n乗根のうち、n乗して初めて a となるようなもの、すなわち xn = a であって、m < n となる任意の自然数 m に対して xm ≠ a を満たす x は、a の n乗根として原始的 (primitive) である、または a の原始 n乗根 (primitive n-th root) であるという。
どのような数の範囲で冪根を考えているかは意識しておかねばならない。考えている数の範囲によっては、n 乗根が複数存在する場合もあるし、1つも存在しない場合もある。複素数体のような代数的閉体では、n乗根は重複度も込めてちょうど n個存在する。初等的には実数の特に正数の冪根を扱うことが多い。正数の n乗根は、n が偶数ならば正と負の 2つが存在し、n が奇数ならば正のものがただ1つ存在する。負数の n乗根は、奇数乗根は実数でも定義できるが、偶数乗根は実数では定義できない。

## 開法
正の実数の冪根の近似値を求めることやその算法を、開法（あるいは開方、evolution）という。特に、平方根や立方根を求めることを、それぞれ開平、開立という。

## 複素数の冪根
複素数 a に対して、その冪根は極形式を用いれば簡単に表すことができる。a = 0 のときはその冪根は 0 のみであると定め、以下 a ≠ 0 として、{\displaystyle a=re^{i\theta }\ (r>0,0\leq \theta <2\pi )} をその極形式表示とする。
まず、r > 0 に対して xn = r を満たす x > 0 はただ一つ存在する。それは
{\displaystyle {\sqrt[{n}]{r}}}
である。このとき、n個の複素数
{\displaystyle \alpha _{k}={\sqrt[{n}]{r}}\exp \left({\frac {\theta +2k\pi }{n}}i\right),\qquad \left(k=0,1,\cdots ,n-1\,\right),}
はすべて代数方程式 αkn − a = 0 を満たす。代数学の基本定理より、複素数係数の n次方程式の解は n個であるから、a の n乗根は以上ですべて得られている。
ここで注意すべき点は、根号 (radical sign, radix) {\displaystyle {\sqrt[{n}]{\;}}} は元となる複素数 a の絶対値 r = |a| 以外に対しては一意な意味を持たないことである。つまり、一般の複素数 a に対して {\displaystyle {\sqrt[{n}]{a}}} などと書いても、それだけではこの記号に何の意味も発生しないということである。もう少し別な言い方をすれば、根号関数 {\displaystyle {\sqrt[{n}]{\;}}:\mathbb {R} _{+}\rightarrow \mathbb {R} } （ここで {\displaystyle \mathbb {R} _{+}} は正の実数全体）は定義可能だが、{\displaystyle {\sqrt[{n}]{\;}}:\mathbb {C} _{+}\rightarrow \mathbb {C} } を定める方法は無条件には存在しないというような形で述べることもできる。
しかしながら、例えば二次方程式 ax2 + bx + c = 0 の解の公式に現れる根号付きの数{\displaystyle {\sqrt {D}}(D=b^{2}-4ac)} を、その中に現れる複素数 D の平方根の任意に選んだ 1 つと解釈することにすれば、もう一方の解は {\displaystyle -{\sqrt {D}}} に対応し、根の公式はそのまま任意の二次方程式に通用する。このことは 2つの冪根同士は 1 の原始冪根を掛ける違いしか持たないことに起因する。そういった背景により、「どれなのかは論理的に区別して指定できない」のだけれども、ある規約の下で根号 {\displaystyle {\sqrt[{n}]{\;}}} を用いることは少なくない。虚数単位である {\displaystyle {\sqrt {-1}}} はその最も簡単な例である。
数の範囲を実数に限るのであれば、別な意味づけをすることもある。n が奇数のときは、負の実数 x の n乗根は実数の範囲にただ1つだけ存在することから、これを {\displaystyle {\sqrt[{n}]{x}}} と記すのである（立方根を参照）。

## 有限体
有限体 F について、その位数は素数 p の冪 q = pf であるとする。このとき、有限体 F の零元 0 以外の元は単位元 1 の q − 1 乗根として得られる。すなわち
{\displaystyle F\smallsetminus \{0\}=\{x\in {\overline {\mathbb {F} _{p}}}\mid x^{q-1}-1=0\}}
が成り立つ。ここで {\displaystyle {\overline {\mathbb {F} _{p}}}} は位数 p の有限体 {\displaystyle \mathbb {F} _{p}} の代数的閉包である。あるいは
{\displaystyle F=\{x\in {\overline {\mathbb {F} _{p}}}\mid x^{q}-x=0\}}
と記しても同じことである。

## 冪根拡大
K を体とし、a ∈ K の任意の 1 つの冪根 α = n√a を添加する拡大 K(α)/K を K の冪根拡大 (radical extension) という。
もし K が 1 の原始 n 乗根を含むなら拡大体 K(α) は二項多項式 xn − a の最小分解体となり、この二項多項式は重根を持たないので拡大はガロア拡大となる。これをクンマー拡大 (Kummer extension) と呼ぶ。クンマー拡大は巡回拡大でその拡大次数は n の約数である。逆に n の約数 d に対し、拡大次数が d であるような巡回拡大 L/K は、K が 1 の原始 n 乗根を含むという仮定の下で、クンマー拡大である。このことから、ある方程式が係数に対して四則演算と冪根を添加する操作を有限回繰り返すことで解ける（代数的に可解である）ならば、ガロア群は巡回群のみからなる組成列を持たなければならないことになる。この性質は、抽象群に対して可解群の概念として定式化される。